# Облога Балера
Облога Балера (філ. Pagkubkob sa Baler; ісп. Sitio de Baler) — битва в ході Філіппінської революції, під час якої філіппінські революціонери тримали в облозі укріплену церкву, яку захищали іспанські війська в містечку Балер протягом 337 днів, з 1 липня 1898 року по 2 червня 1899 року. У грудні 1898 року, з підписанням Паризького договору між Іспанією та США, війна між двома країнами (які в серпні підписали перемир'я) була формально завершена, і Іспанія передала суверенітет над Філіппінами Сполученим Штатам. 

## Передумови
У 1896 році філіппінська таємна організація «Катіпунан» розпочала повстання проти іспанської колоніальної влади. Попри те, що у 1897 році був підписаний Пакт Біак-на-Бато, який мав на меті завершення конфлікту, революція продовжилася з поверненням Еміліо Агінальдо на Філіппіни після початку Іспано-американської війни у 1898 році. Після поразки іспанського флоту в битві в Манільській бухті, Агінальдо оголосив незалежність Філіппін, але іспанський гарнізон у містечку Балер залишався ізольованим і не знав про ці події.

### Балер
Територія, на якій зараз знаходиться Балер, була досліджена в 1572 році Хуаном де Сальседо, першим європейцем, який відвідав цей район. У 1609 році францисканські місіонери на чолі з Бласом Паламіно перетнули гори Сьєрра-Мадре та заснували селище Балер на узбережжі Тихого океану, на березі бухти Балер. Через складний доступ сушею, комунікації з Манілою здійснювалися через море. У 1753 році після цунамі місто було перенесене на кілька кілометрів вглиб території.
У 1818 році Балер став частиною провінції Нуева Есіха, а в 1856 році був створений новий район — Ель Прінсіпе, в який увійшли Балер та кілька інших населених пунктів. Місцеве населення складалося з близько 1700 осіб, і серед основних споруд була церква, побудована в 1735 році, яка була не тільки релігійним центром, але й адміністративним. Церква була укріпленою, щоб витримувати екстремальні погодні умови, і мала товсті стіни з каменю, вапна і піску.

## Перебіг облоги

### Прихід нового командування
12 лютого 1898 року в Бaler прибув новий губернатор політично-військового округу Ель-Прінсіпе — капітан Енріке де лас Моренас. Разом із ним прибули другі лейтенанти Хуан Альонсо Саяс і Сатурніно Мартін Сересо, які мали взяти командування гарнізоном, військовий лікар Рохеліо Віхіль де Кіньонес, а також францисканський священник Кандідо Гомес Карреньо, що повертався до своєї парафії після перебування в полоні.
Експедиція вирушила з Маніли 7 лютого, рухалася річковим і сухопутним шляхом до міста Маубан на узбережжі Тихого океану, а звідти вирушила морем до Балера на борту судна Compañía de Filipinas. Подорож була виснажливою, особливо для Лас Моренаса, який страждав від сильних невралгічних болей і через це мусив подорожувати в ношах.
Гарнізон у Балері складався з 50 солдатів, що замінили попередній загін. Військові запаси, привезені на кораблі, мали забезпечити їх на чотири місяці, однак частина продовольства швидко зіпсувалася через вологий клімат.

### Проблеми з пересуванням та постачанням військ
Після прибуття нової адміністрації попередні війська залишили Балер, а гарнізон зайняв приміщення команданті — адміністративної будівлі, яка служила штабом і резиденцією губернатора.
Згодом капітан Лас Моренас вирішив перевести солдатів у різні будівлі міста, щоб продемонструвати довіру до місцевого населення. Це, однак, не змогло заспокоїти ситуацію, оскільки філіппінські революціонери продовжували нарощувати сили в регіоні.
Проблема з харчами залишалася гострою: через псування частини припасів гарнізон почав закуповувати їжу у місцевих жителів. Це не лише полегшило продовольчу кризу, а й сприяло відновленню торговельного життя в Балері після укладення миру між іспанцями та філіппінськими революціонерами в 1897 році.

### Напруга в Балері
Іспанський гарнізон у Балері не знав про події, що розгорталися між Іспанією та США. Однак місцеві філіппінці вже отримували новини про війну, що призвело до зростання революційних настроїв. Щоб покращити продовольче забезпечення, капітан Лас Моренас наказав місцевим жителям працювати на плантаціях, використовуючи систему «поло» — обов’язкових громадських робіт. Ця практика існувала ще з часів іспанського правління, але вона викликала ненависть серед філіппінців, які вважали це примусовою працею.
Лас Моренас призначив Лусіо Кесона, місцевого шкільного вчителя, відповідальним за організацію роботи. Однак невдовзі Кесон був убитий революціонерами, що ще більше загострило ситуацію в регіоні.

### Укриття в церкві
Через постійне зростання напруги і небезпеку нападу гарнізон почав зміцнювати оборонні позиції. Незабаром стало зрозуміло, що жодна будівля міста, крім місцевої церкви, не могла витримати тривалу облогу.
Церква, збудована у 1735 році, була єдиною кам’яною спорудою в Балері. Її масивні стіни завтовшки 1,5 метра могли витримати артилерійський обстріл, а наявність бічних виходів робила її вигідним місцем для оборони. Капітан Лас Моренас віддав наказ зміцнити позиції в церкві, готуючись до можливого нападу.

### Облога
26 червня 1898 року було помічено, що мешканці міста покидають його. Наступного дня місто було оточене. В ніч на 30 червня 800 філіппінських солдатів під командуванням Теодоріко Новісіо Луни пішли в атаку, і гарнізон відступив до церкви. Міський священик Кандідо Гомес Карреньо також розташувався в церкві. У перші дні облоги філіппінці намагалися схилити іспанців до капітуляції, надсилаючи їм листи, а самі оточили церкву окопами. 8 липня командир революціонерів Сіріло Гомес Ортіс запропонував призупинити бойові дії до настання темряви, що було прийнято. 18 липня командування філіппінцями прийняв Каліксто Вільякорта. Він також надіслав попереджувального листа, який був відкинутий.
Іспанці були змушені терпіти ув'язнення в тісному, спекотному, вологому приміщенні. В міру того, як облога прогресувала, їхні запаси їжі почали зменшуватися через використання та псування. Ворожий вогонь з гвинтівок спричиняв жертви, але хвороби, такі як бері-бері, дизентерія та лихоманка, завдавали ще більшої шкоди.Першим іспанцем, який помер, був Гомес Карреньо. У вересні загинув лейтенант Алонсо; у листопаді капітан Лас Моренас захворів на бері-бері, і командування перейшло до лейтенанта Сатурніно Мартіна Сересо. Неодноразово іспанці робили вилазки, щоб спалити довколишні будинки і позбавити філіппінців необхідного укриття. Філіппінці намагалися викурити їх, розпалюючи вогнища біля церковної стіни, але отримали відсіч і захопили їхню деревину. На початку облоги іспанці мали запаси борошна, рису, квасолі, бобів, нуту, бекону, консервованої австралійської яловичини, сардин, вина, цукру і кави, але не мали солі. Щоб поповнити свої продовольчі запаси, іспанці збирали гарбузи, гарбузове листя, апельсини, пагони подорожника, різні трави, а також посадили сад з перцю, помідорів і гарбузів.

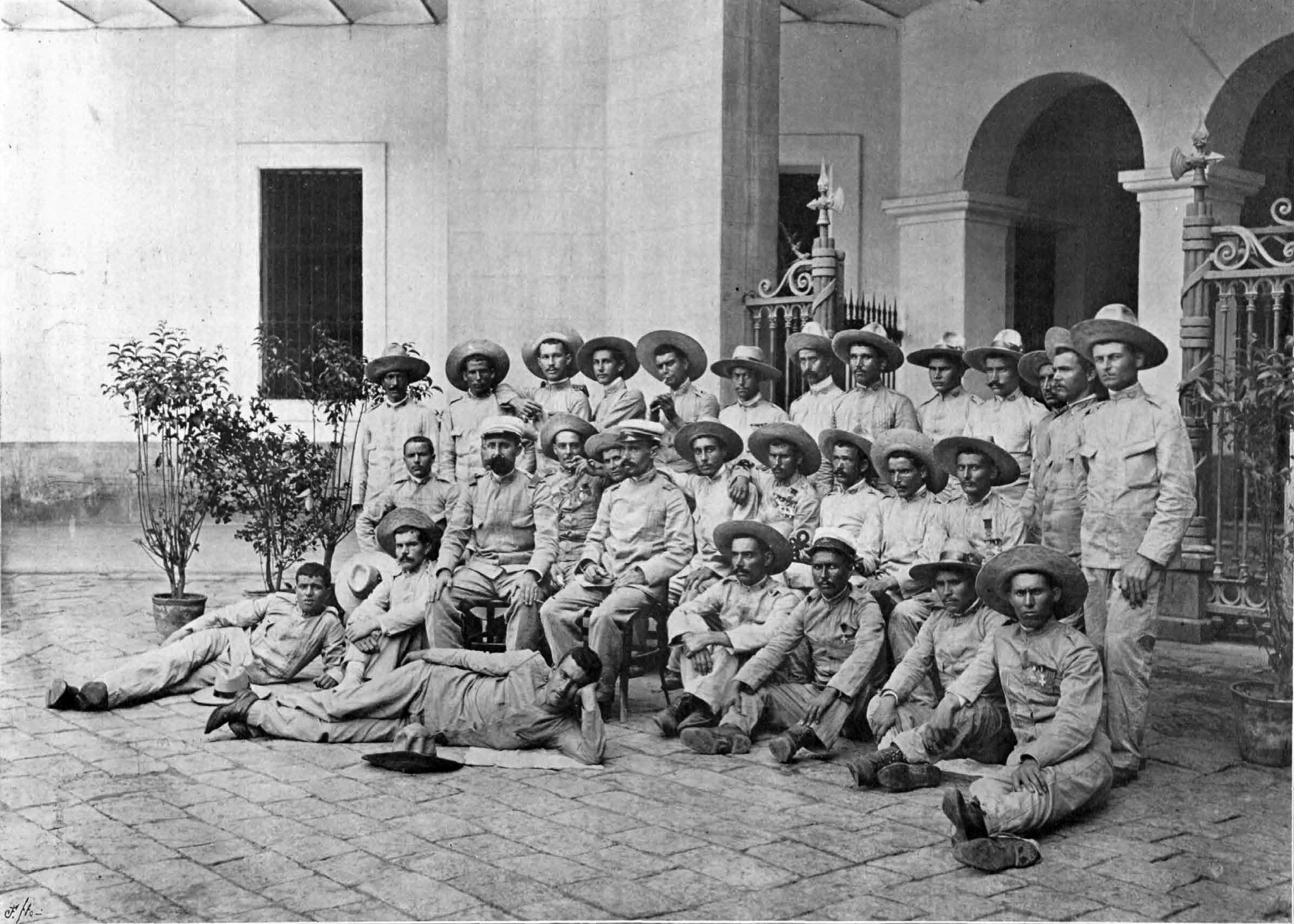
Фотографія вцілілих іспанських солдатів після повернення до Іспанії

До середини листопада, не зумівши вибити іспанських захисників, Вільякорта під прапором перемир'я залишив на сходах церкви газети, в яких повідомлялося про запланований відхід Іспанії з Філіппін і про те, що іспансько-американська війна закінчилася. Мартін Сересо вважав це військовою хитрістю. Вільякорта привів іспанських цивільних і, зрештою, військового офіцера, залишеного для завершення справ Іспанії на острові, але безрезультатно. До 22 листопада з початку облоги минуло 145 днів, протягом яких 14 іспанських захисників померли від хвороб. З 40 чоловіків, що залишилися, лише 23 були боєздатними, решта були хворі. Філіппінці також зазнали втрат, переважно від рушничного вогню, який іспанці могли вести по них зі своїх захищених вогневих позицій. Новий рік приніс більше іспанських емісарів до Балера, але Мартін Сересо знову відмовив їм. Наприкінці лютого іспанці вбили трьох водяних буйволів, з'ївши м'ясо до того, як воно зіпсувалося, і використавши шкіру для взуття.
У грудні було підписано Паризький мирний договір, який формально завершив війну з Іспанією, і після конкретного прохання архієпископа Маніли від 23 березня американці втрутилися у квітні. Командир Чарльз Стіллман Сперрі, командуючи канонерським човном USS Yorktown, спробував врятувати іспанські війська. На той час філіппінські повстанці проголосили незалежність і вже два місяці воювали зі Сполученими Штатами. П'ятеро американців, які перебували на розвідці, були вбиті. Лейтенант Джеймс Кларксон Гілмор та дев'ять інших були захоплені в полон і утримувалися філіппінцями, поки не були врятовані в грудні Коли 24 квітня закінчилася їжа, іспанці вдалися до поїдання бездомних собак, котів, рептилій, равликів і ворон.
8 травня філіппінська артилерія влучила в імпровізовану камеру, в якій перебували троє іспанців, що намагалися дезертирувати раніше під час облоги. Один з них, Алькайде Байона, вибіг і приєднався до філіппінців. Це стало ударом для іспанців, оскільки дезертир мав важливу розвідувальну інформацію про їхнє скрутне становище і допоміг гарматі обстрілювати церкву. 28 травня 1899 року була ще одна спроба змусити Мартіна Сересо здатися. Знову під прапором перемир'я з'явився інший іспанський офіцер, підполковник Крістобаль Агілар-і-Кастанеда, але його не прийняли. Він приніс свіжі іспанські газети, які Сересо спочатку відкинув як фальшиві, аж поки Мартін Сересо не прочитав статтю про призначення близького друга, плани якого знав лише він, і це переконало його, що газети справжні, і що Іспанія справді програла війну. 2 червня Мартін Сересо здався філіппінцям.

## Наслідки та спадщина
Агінальдо, тодішній президент Філіппін, постановив, що їх слід розглядати «не як військовополонених, а як друзів. Він додав: «... доблесть, рішучість і героїзм, з якими ця жменька людей, відрізана від світу і без надії на допомогу, захищала свій прапор протягом року, здійснивши епопею, настільки славну і гідну легендарної доблесті Ель Сіда і Пелайо». Через три місяці, 1 вересня, ті, що вижили, в тому числі Мартін Сересо, прибули до Барселони, де їх зустріли як героїв.
Пізніше Мартін Сересо опублікував мемуари «El Sitio de Baler», в яких пояснив причини, чому він тримався: «Мені було б дещо складно пояснити, головним чином, я вважаю, через недовіру і впертість. Також через певного роду підказку, що ми не повинні з жодних причин здаватися через національний ентузіазм, без сумніву, під впливом привабливої ілюзії слави, а також через страждання і скарбницю жертв і героїзму, і що, здавшись, ми поклали б негідний кінець всьому цьому».
Два францисканські священики, Фелікс Міная і Хуан Лопес, а також моряк з Йорктауна Джордж Артур Венвілль, утримувалися Новісіо в полоні, поки 3 червня 1900 року їх не врятували американські війська, які на початку того ж року відновили гарнізон Балера. Венвілль, однак, загинув від рук повстанців ще до прибуття американців.  Крім того, Новісіо був притягнутий до суду за наказ поховати заживо моряка «Йорктауна» Ору Б. Макдональд після засідки. Визнаний винним, Новісіо був засуджений до довічного ув'язнення на каторжних роботах у в'язниці Білібід. Лас Моренас був посмертно підвищений до «команданте» (майора) і нагороджений Орденом Святого Фернандо, найвищою військовою нагородою Іспанії. Його вдова отримала пенсію в розмірі 5 000 песет. Мартін Сересо отримав звання майора з щорічною пенсією в 1 000 песет. Він також був нагороджений Орденом Святого Фернандо і пізніше став бригадним генералом. Помер у 1945 році.
5 лютого 2003 року президент Глорія Макапагал-Арройо підписала Республіканський закон № 8197, який оголосив 30 червня Днем філіппінсько-іспанської дружби, який вважається національним спеціальним робочим святом і неробочим днем у провінції Аурора. У розділі 1 Закону зазначено, що «30 червня - це день, коли президент Еміліо Агінальдо в церкві Балера похвалив обложених іспанських солдатів за їхню вірність і галантність».